# 莓叶委陵菜
莓叶委陵菜（学名：Potentilla fragarioides）是蔷薇科委陵菜属的植物。分布在朝鲜、蒙古、俄罗斯、西伯利亚、日本以及中国大陆的湖南、内蒙古、黑龙江、甘肃、云南、陕西、安徽、福建、四川、山西、山东、河南、吉林、河北、江苏、浙江、广西等地，生长于海拔350米至2,400米的地区，常生于草地、灌丛、沟边、地边及疏林下，目前尚未由人工引种栽培。

## 异名
- Potentilla fragarioides L. var. major Maxim.
- Potentilla fragarioides L. var. sprengeliana (Lehm.) Maxim.